# Иерофей (Петракис)
Епи́скоп Иерофе́й Петра́кис (греч. Επίσκοπος Ιερόθεος Πετράκης; 1930, Каир, Египет — 28 февраля 2019, Пирей, Греция) — епископ Александрийской православной церкви на покое, титулярный епископ Элевсинский (1977—2019).

## Биография
6 февраля 1977 года хиротонисан во епископа Элевсинского, викария патриарха Александрийского, после чего до 1982 года служил Патриаршим представителем в Афинах.
С 1982 года проживал на покое в Пирее.
25 февраля 2010 года вновь включён в клир Александрийской православной церкви как епископ на покое. Проживает в Никее в Греции.
Скончался 28 февраля 2019 года в Пирее. Отпевание состоялось 2 марта в Троицком соборе Пирея. Был погребён на кладбище монастыря в Ахладокамбосе.